# کاترین کاریسما
کاترین کاریسما (استونیایی: Katrin Karisma؛ زادهٔ ۲۱ اوت ۱۹۴۷) بازیگر، خواننده، سیاستمدار و نماینده سابق مجلس اهل استونی است.